# Jean-Baptiste Bourgeois
Pour les articles homonymes, voir Bourgeois.
Cet article possède un paronyme, voir Jean-Baptiste Bourgeois du Jura.
Jean-Baptiste Bourgeois (1856 - 1930) est un architecte québécois, connu aussi sous le nom de Louis-Joseph Bourgeois. 

## Biographie
Jean-Baptiste Bourgeois est né à  Saint-Célestin au Québec, le 19 mars 1856. En raison de son talent pour le dessin, il fut engagé comme apprenti chez un entrepreneur qui travaillait à la construction d'une église à Trois-Rivières. Il y acquit des connaissances en architecture. Il se vit confier la conception de l'église de Saint-Wenceslas (1877-1881). En 1880, il remporte un premier prix de dessin d’architecture pour son plan de l’église du Cap-de-la-Madeleine (Trois-Rivières) et son plan de l’évêché de Trois-Rivières.
Il épouse Marie Grondin qui lui donne trois enfants mais mourra en bas âge. Ayant besoin d'argent pour payer les soins médicaux de sa femme, il déménage à Montréal et est engagé comme apprenti sculpteur par Napoléon Bourassa, en même temps que son cousin, Louis-Philippe Hébert. Napoléon Bourassa encouragea les deux cousins et leur permit d'aller parfaire leurs études à Paris. Louis-Philippe Hébert devait bientôt poursuivre sa carrière de sculpteur à Montréal. Jean-Baptiste Bourgeois choisit de poursuivre ses voyages en Italie, en Grèce, en Égypte et en Perse.
En 1886, on le retrouve à Chicago, aux États-Unis. Il y rencontre le grand architecte Louis Sullivan, pour qui il aurait travaillé. Plus tard, il déménage en Californie. Il y rencontre le peintre français Paul de Longpré dont il devient l'ami. Il donnera des leçons de français aux filles du peintre et épousera l'une de celles-ci, Alice.
Vers 1898, il conçoit pour le peintre Paul de Longpré une grande résidence dans le  style architectural du renouveau des missions espagnoles sur Hollywood Boulevard à Hollywood, sise au milieu d'une grande propriété de 1,2 ha. La résidence loge une galerie d'art où le peintre exposait ses œuvres et était entourée d'un vaste jardin de fleurs.
Durant l'hiver 1906-1907, Jean-Baptiste Bourgeois est à New York où il se convertit au bahaïsme. En 1920, il soumet aux délégués de la communauté  baha'ie un projet de temple qui est accepté. Ce temple ne sera terminé qu'en 1953 et deviendra le Temple-mère de l'Amérique du Nord. Il est situé à Wilmette, Illinois.
Jean-Baptiste Bourgeois meurt à l'âge de 74 ans, le 20 août 1930.

## Œuvres

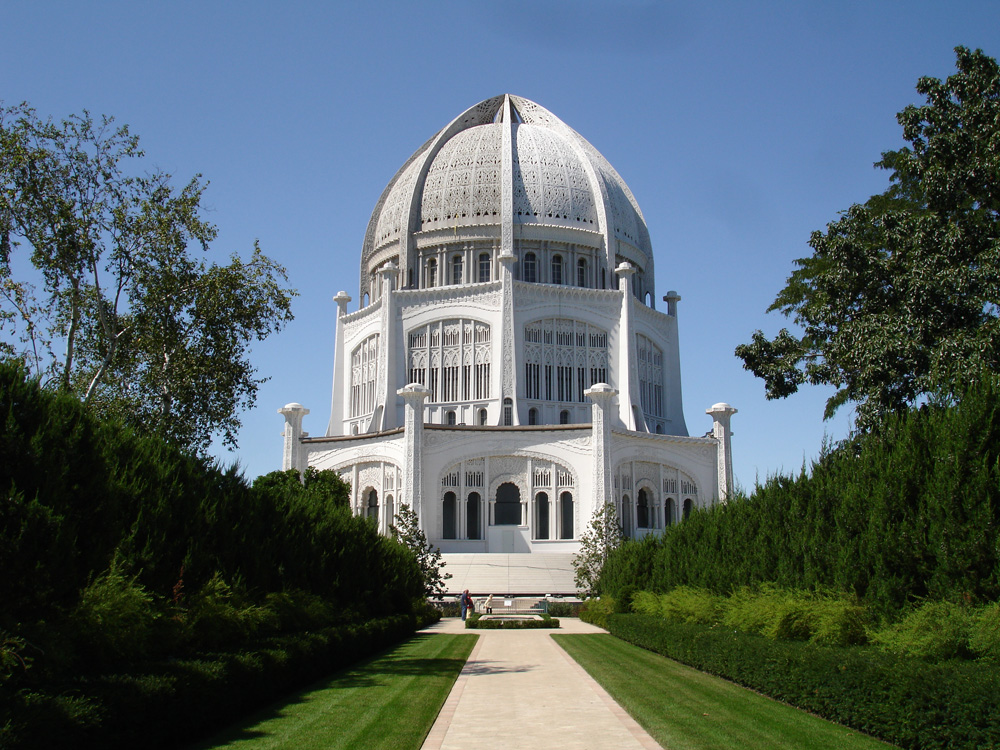
Maison d'adoration baha'ie de Wilmette, Illinois

- 1879 : Intérieur de l'église Notre-Dame-de-la-Visitation de Champlain
- 1879 : Plan de l'évêché de Trois-Rivières
- 1879 : Église Sainte-Marie-Madeleine de Cap-de-la-Madeleine
- 1880 : Église Saint-Wenceslas
- 1880 : Plan d'une maison de prestige, construite à Sainte-Thérèse et à Saint-Eustache
- 1881 : Intérieur de l'église Saint-Stanislas
- 1882 : Collège Marie-de-l'Incarnation (Pensionnat du Sacré-Cœur)[3]
- 1905 : Tour de la cathédrale de Trois-Rivières
- 1912-1953 : Maison d'adoration baha'ie de Wilmette, Illinois.

## Sources
- Église de Champlain, site officiel
- Mauricie: Base de données en histoire régionale
- L'atelier de Montréal
- (en) Service canadien de nouvelles bahá'íes